# Stirling Moss Ltd
Stirling Moss Ltd, eller Moss, var ett privat brittiskt formel 1-stall som drevs av Stirling Moss och hans far Alfred Moss under 1954 och 1955.

## F1-säsonger
| Säsong | Tävlingsnamn      | Bil           | Motor           | Poäng | Förare 1      | Övriga förare                        |
| ------ | ----------------- | ------------- | --------------- | ----- | ------------- | ------------------------------------ |
| 1954   | Moss              | Maserati 250F | Maserati 2.5 L6 | 4     | Stirling Moss |                                      |
| 1955   | Stirling Moss Ltd | Maserati 250F | Maserati 2.5 L6 | 0     | Lance Macklin | Johnny Claes Peter Walker John Fitch |

| 1. Belgien 1954 | 1. Storbritannien 1954 |